# Моррисси, Дэвид
Дэвид Марк Моррисси (англ. David Mark Morrissey; род. 21 июня 1964 года, Кенсингтон, Ливерпуль, Англия) — английский актёр и режиссёр. Моррисси дебютировал на телевидении в возрасте восемнадцати лет, в 1983 году получив роль в телесериале «Одно лето», которая принесла ему известность в Великобритании. После «Одного лета» он поступил в Королевскую академию драматического искусства и в течение четырёх лет выступал в шекспировском проекте Королевского национального театра.
На протяжении 1990-х годов Моррисси играл небольшие приглашённые роли на телевидении, пока не появился в фильмах «Наши общие друзья» и «Хилари и Джеки» в 1998 году. Последовали более значительные роли в фильмах «Голоса» (2000) и «Выбор капитана Корелли» (2001), а в 2003 году Моррисси исполнил роли Стивена Коллинза в мини-сериале «Большая игра» и премьер-министра Великобритании Гордона Брауна в фильме «Сделка», которые были благоприятно оценены критиками. Первая принесла номинацию на премию Британской Академии в области телевидения как лучшему актёру, а вторая — победу в той же категории на вручении наград Королевского телевизионного сообщества. Среди крупных ролей последующих лет числятся главные роли в «Основном инстинкте 2» (2006) и «Жатве» (2007). В 2008 году Моррисси вернулся на театральную сцену, сыграв в спектакле Нила Лабьюта In a Dark Dark House, а в 2011 — главную роль в ливерпульской постановке «Макбета». В 2011 году он подписал контракт на постоянную роль в третьем сезоне американского телесериала «Ходячие мертвецы».
Помимо актёрской карьеры, Моррисси пробовал себя и на режиссёрском поприще. Его авторству принадлежат короткометражные телефильмы «Сладкая месть» (2001) и «Прохожий» (2004). Премьера его полнометражного дебюта, «Не беспокойся обо мне», состоялась в 2009 году на Лондонском кинофестивале, а в марте 2010 фильм был показан на BBC. Моррисси известен тщательной подготовкой к каждой роли; Британский институт кино отозвался о нём как об «одном из наиболее универсальных британских актёров своего поколения».

## Ранняя жизнь
Дэвид Моррисси родился 21 июня 1964 года в Кенсингтоне. Он стал четвёртым ребёнком (после братьев Тони и Пола и сестры Карен) в семье сапожника Джо Моррисси и Джоан, работавшей в одном из магазинов розничной торговли Littlewoods. Они жили в доме 45 по Селдон-стрит в Кенсингтоне; в рамках проекта «Восемьсот жизней» Национальных музеев Ливерпуля Дэвид писал, что дом принадлежал его семье с начала XX века, там состоялась свадьба его бабушки и родилась его мать. В 1971 году их семья переехала в большой и современный дом в поместье Кнотти Эш, а дом на Селдон-стрит впоследствии был снесён.
Дэвид с детства интересовался кино и телевидением, в особенности — мюзиклами Джина Келли. После телетрансляции фильма «Кес» Кена Лоуча в 1969 году юный Дэвид Моррисси решил стать актёром. Мисс Келлер, учительница начальной школы Сент-Маргарет Мэри, взяла одиннадцатилетнего Моррисси на роль Страшилы в детской постановке «Волшебника из страны Оз». Вскоре после этого Келлер покинула школу, оставив Моррисси без поддержки. В его средней школе не было театрального кружка, а из-за страха издевательств со стороны одноклассников он отказался брать уроки. По совету одного из двоюродных братьев он присоединился к молодёжной труппе ливерпульского театра Эверимен, где в течение первых нескольких недель проявил мало участия. Его первым спектаклем стала постановка пьесы Fighting Chance о беспорядках в Ливерпуле. В 14 лет Моррисси был одним из двух самых молодых актёров, включенных в состав совета театра. Одним из его современников был Ян Харт, с которым Моррисси дружил с пяти лет, а также Марк и Стивен Макганны и Кэти Тайсон. Моррисси подружился с братьями Макганн, которые познакомили его со своим братом Полом, когда тот учился в Королевской академии драматического искусства.
Когда Дэвиду было 15 лет, у его отца обнаружили последнюю стадию заболевания крови. Спустя некоторое время он умер от кровоизлияния в возрасте 54 лет.

## Актёрская карьера

### «Одно лето» и учёба в академии
В 1982 году Моррисси получил роль в телесериале Вилли Рассела «Одно лето» о двух ливерпульских мальчиках, на одно лето сбежавших в Уэльс. Рассел много лет работал в театре Эверимен, и Моррисси часто видел его за барной стойкой на первом этаже театра, однако оба не были знакомы друг с другом. Прежде, чем получить роль, Моррисси прошёл по меньшей мере восемь прослушиваний, в одном из них читая текст своего персонажа Ики против Пола Макганна, читавшего роль Билли. Макганн, который на пять лет старше Моррисси, посчитал, что он слишком взрослый для шестнадцатилетнего подростка, и отказался, потому роль ушла к восемнадцатилетнему Дэвиду. Его коллегой стал Спенсер Ли, получивший роль Ики, а Ян Харт сыграл второстепенную роль Рэббита. На этот счёт у Рассела возникли разногласия с режиссёром Гордоном Флеммингом и продюсером Китом Ричардсоном, которые считали, что восемнадцатилетние актёры слишком взрослые для их ролей и сочувствие зрителя сбежавшим героям уменьшится, когда он увидит взрослых актёров. В итоге имя Рассела было убрано из титров во время трансляций серий. После съёмок «Одного лета» Моррисси на пять месяцев уехал в Кению вместе с двоюродными братьями. По возвращении в Великобританию «Одно лето» стартовал в эфире, а Моррисси приобрёл известность как актёр.
Моррисси планировал поступить в Королевскую академию драматического искусства в Лондоне, но его коллеги в Эверимене отговаривали его. Один из актёров «Одного лета» убедил Дэвида в обратном, и тот в течение года уехал в Лондон и поступил в академию. Он стал тосковать по дому и не был в восторге от методов обучения, делающих из него «пресного актёра», потому во время визита в Ливерпуль поделился с матерью Пола Макганна, что планирует оставить учёбу. Вернувшись в Лондон, Моррисси встретился с Макганном, который убедил его продолжить обучение, заверив, что чувствовал себя так же, уехав из дома. Моррисси продолжил учёбу и окончил академию 1 декабря 1985 года.

### Театр и первые телевизионные роли
Окончив академию, Дэвид Моррисси вернулся в Ливерпуль, где сыграл в спектакле WCPC в театре Ливерпуль Плэйхаус. Его следующими работами стали «Сид» и «Двенадцатая ночь» в театре Cheek by Jowl и в течение двух лет — шекспировский проект Royal Shakespeare Company (RSC), где в 1998 году он играл Бастарда в «Короле Иоанне». Роль стала для него обучающей, поскольку он, учась в академии, часто задавался вопросом, сможет ли он сыграть в классическом театре. Бастарда в его исполнении окрестили самым спорным воплощением в постановке; Моррисси получил негативные отзывы от Daily Telegraph и The Independent и положительный от Financial Times. Николас де Йонг из The Guardian писал: «Бастард, у которого самый сложный синтаксис из раннего Шекспира, наполовину сразил Дэвида Моррисси. Его невнятная, местами непонятная манера выражаться способствует умалению достоинств Бастарда, а орущие увещевания производят впечатление простого притворства, а не жестокого разговора начистоту». Одно время Моррисси провёл в Национальном театре, где сыграл главную роль в «Пер Гюнте» в 1990 году; его исполнение похвалил Майкл Биллингтон. В тот период Моррисси жил в Уайт-сити на востоке Лондона, где он и его соседи были частыми жертвами ограблений.
В 1987 году Моррисси получил вторую роль на телевидении, сыграв восемнадцатилетнего водителя Джорджа Боумана, который убивает своего работодателя, будучи одержимым его женой, в адаптации пьесы Терренса Рэттигана Cause Célèbre. В конце 1980-х годов Моррисси познакомился с режиссёром Джоном Мэдденом. Мэдден взял его в свой фильм The Widowmaker на роль обычного парня, который оказывается серийным убийцей. В 1991 году Моррисси сыграл Тесея в эпизоде сериала «Сказочник» (в России транслировался также под названием «Мифы древней Греции»), также срежиссированного Мэдденом; в том же году — роль Маленького Джона в фильме Джона Ирвина «Робин Гуд». Релиз «Робин Гуда» совпал с релизом фильма «Робин Гуд: Принц воров» с Кевином Костнером в главной роли, который стал хитом, а фильм Ирвина был забыт. В течение восьми месяцев после выхода фильма Моррисси оставался без предложений, пока не получил небольшую роль полицейского в Clubland режиссёра Лауры Симс. Он чуть не потерял роль, когда во время репетиций у него разорвался аппендикс; в итоге он снимался, не успев снять швы после операции.
В то время Моррисси пытался избежать тривиальных ролей полицейских или солдат, но его роль в The Widowmaker привела к тому, что он начал получать предложения навязчивых характерных ролей; он сыграл полицейского в «Чёрном и голубом», «Капкане», «Между линий» и «Громе среди ясного неба», а в 1996 году — военнослужащего Энди Макнаба в картине «Единственный уцелевший» Пола Гринграсса. Будучи занятым в сериале «Гром среди ясного неба», Моррисси познакомился со сценаристом Питером Боукером. В 1994 году сыграл таможенника Джерри Бирча в первом сезоне сериала «Стук» и Стивена Финни в мини-сериале ITV «Финни». В последнем Моррисси исполнил роль, изначально сыгранную Стингом в «Грозовом понедельнике» 1988 года. Он был первым претендентом на роль и для съёмок научился играть на контрабасе.

### 1990-е: первые крупные роли
1990-е годы стали периодом становления Дэвида Моррисси в качестве актёра главных ролей. Первой главной ролью стала роль Майкла Райда в драме Тони Маршана Into the Fire 1996 года; в следующем году — роль Шона Саутерна в сериале BBC Holding On . Саутерн, нечестный налоговый инспектор, стал первым из «запутавшихся людей», которых сыграл Моррисси за свою карьеру; в следующем году он принёс актёру номинацию за лучшую мужскую роль на премию Королевского телевизионного сообщества. В 1998 году он появился в сериале «Наши общие друзья» вместе с Полом Макганном. Будучи поклонником оригинального произведения Чарльза Диккенса, Моррисси спросил у режиссёра Джулиано Фарино разрешения сыграть Юджина Райбёрна, но эту роль получил Макганн, а Моррисси — роль учителя Брэдли Хедстоуна, что поначалу не устроило Моррисси. Он прочёл сценарий и взял роль потому, что этот персонаж был его нелюбимым и все его поступки, приведшие к психическим проблемам, мотивированы его социальным положением. Рецензент The Guardian писал, что Моррисси проявил «беспрецедентную глубину персонажа, который чаще изображается в качестве очередного отвратительного диккенсовского мерзавца». В том же году актёр сыграл Кристофера Финци в фильме Ананда Такера «Хилари и Джеки». Роли в «Наших общих друзьях» и «Хилари и Джеки» Зои Уильямс из The Guardian назвала «прорывом» для Дэвида Моррисси.
В 1999 году, впервые за девять лет, Дэвид Моррисси вернулся в театр, сыграв Пипа/Тео в пьесе «Три дня дождя» с Колином Фёртом и Элизабет Макговен. Он отказался от нескольких ранее принятых предложений театральных ролей, так как не хотел на длительное время расставаться с семьёй. Писатель журнала Time Out Джейн Эдвардес предположила, что роль Киффлера в «Хилари и Джеки» вдохновила Моррисси на роль Пипа в «Трёх днях дождя», так как оба героя схожи друг с другом. Моррисси получил роль потому, что пьеса начиналась с длинной речи, а у актёрского состава было всего две недели на репетицию. После «Трёх дней дождя» в 2000 году Моррисси вместе с Дэниелом Крейгом и Келли Макдональд снялся в драме «Голоса», сыграв Пита — страдающего шизофренией брата Рэя, которого сыграл Крейг. В качестве подготовки к роли Моррисси изучал характер Пита, шеф-повара по профессии, наблюдая за поварами ресторана Terrace в лондонском Кенсингтоне, а также по два часа в день нарезая овощи дома. Обозреватель The Independent назвал его «инстинктивным актёром, который для передачи внутреннего беспорядка может пользоваться всем своим телом». Для следующей своей роли, нацистского капитана Вебера в «Выборе капитана Корелли» (в оригинале — «Мандолина Капитана Корелли», 2001), Моррисси занимался изучением гитлерюгенда и прочёл биографию Альберта Шпеера авторства Гитты Серени. Уже традиционно для своих ролей Моррисси выстроил обширную предысторию и для персонажа капитана Вебера.
Он вернулся на телевидение в 2002 году, сыграв в сериале Clocking Off роль заводского рабочего Фрэнни Ротуэлла, который хочет усыновить ребёнка своей покойной сестры; The Independent отозвался об игре Моррисси как о характерно мощной. В том же году он сыграл журналиста Дэйва Дьюстона в четырёхсерийном фильме Murder и тюремного надзирателя Майка в телефильме Out of Control. Перед тем, как сыграть надзирателя, Моррисси в течение недели следил за тюремными служащими в учреждении для несовершеннолетних правонарушителей. В начале 2003 года он появился в роли Ричи Макгрегора в фильме This Little Life — истории о супружеской паре, у которой рождается недоношенный ребёнок. Хотя персонаж Моррисси — муж и отец главной героини — не был в центре внимания, он изучал тему преждевременных родов, беседуя с педиатрами в больнице Royal Free Hospital в Хэмпстеде.

### Начало 2000-х: успех у критиков
Следующей заметной ролью Моррисси стал член Парламента Стивен Коллинз в мини-сериале 2003 года «Большая игра». Его увлёк сценарий первых трёх эпизодов, и он попросил остальные, которые на тот момент ещё не были завершены, но Пол Эббот, создатель сериала, рассказал ему, чем заканчивается история Коллинза. В качестве подготовки к роли друг Моррисси, режиссёр Пол Гринграсс, посоветовал ему узнать о работе правых политиков изнутри. Моррисси связался с Хилари Беван Джонс, продюсером «Большой игры», которая организовала для него встречу с членами специального комитета Кевином Бэрроном и Фабианом Гамильтоном. Оба разъяснили Моррисси о том, как трудно добираться в Лондон из округа за пределами столицы. Кроме этого, в течение двух недель Моррисси удалось понаблюдать за членом Палаты общин Питером Мандельсоном, расспросить его о работе в кабинете министров. Мандельсон рассказал ему о том, как быстро политика может «соблазнить» членов Парламента, которые упорно трудились, чтобы туда попасть.

Моррисси в роли Гордона Брауна в фильме «». Чтобы походить на своего героя, Моррисси сделал химическую завивку и окраску волос, и за шесть недель набрал 13 килограммов

В том же году актёр сыграл премьер-министра Великобритании Гордона Брауна в фильме «Сделка», рассказывающем о пакте 1994 года между Гордоном Брауном и Тони Блэром. Готовясь к съёмкам, Моррисси заметил, что политики не проявляли желания разговаривать с ним о фильме, основанном на реальных событиях, потому он обратился к журналистам Джону Сноу и Симону Хоггарту. Также он побывал в родном городе Брауна, Керколди, изучил несколько биографий, в том числе документальные фильмы Росса Уилсона о выборах 1997 года. Во время бесед с множеством друзей Брауна Моррисси выяснил, что его персонаж — с чувством юмора, обаятельный и легко идущий на контакт, чего он не заметил в публичном имидже Гордона Брауна. Первоначально режиссёр Стивен Фрирз планировал взять на роль Брауна шотландского актёра, но другие члены съёмочного коллектива убедили его взять Дэвида Моррисси.
Роли в «Большой игре» и «Сделке» принесли ему признание критиков. За роль Коллинза он был номинирован на премию Британской телевизионной академии в категории «Лучший актёр», но проиграл Биллу Найи; его игру в «Сделке» оценили бывший политический консультант Гордона Брауна Чарли Уиллан и Тим Алан, заместитель пресс-секретаря Тони Блэра. BBC News Online раскритиковали сам фильм, но оценили работу Моррисси. Актёр получил премию Королевского телевизионного сообщества в номинации «Лучший актёр», на этот раз победив Билла Найи. Жюри отозвалось о Моррисси следующим образом: «Мощь этой игры привнесла на экран в жизнь все черты человека, роль которого он исполнил так, чтобы это было и правдоподобно, и убедительно». В 2009 году Моррисси отклонил предложение повторить роль в фильме «Особые отношения», опасаясь закрепиться в памяти зрителей только в роли Гордона Брауна.
После успеха в роли политиков Моррисси был готов играть комедийные роли. Результатом этого стала его роль в музыкальном сериале «Блэкпул», где он снова работал со сценаристом Питером Броукером; Моррисси сыграл Рипли Холдена — высокомерного владельца зала игровых автоматов. Броукер был знаком с Моррисси по сериалу «Гром среди ясного неба». Перед началом съёмок актёр в течение четырёх дней общался с местными жителями Блэкпула, выясняя, как работают залы игровых автоматов. The Daily Telegraph назвал Моррисси «мощной смесью едва сдерживаемой опасности, уязвимости и мальчишеского очарования». По итогам опроса, проведённого сайтом BBC, Моррисси занял второе место в списке лучших актёров 2004 года. В 2006 году он вернулся в телефильме под названием «Виват, Блэкпул!»; актёр признался, что после драматических ролей был рад возвратиться к Рипли.

### Середина 2000-х: дебют в Голливуде и второстепенные роли
В течение двух последующих лет Дэвид Моррисси принял участие в крупных проектах. Во время съёмок в 2005 году фильма «В дурмане», повествующего об основателе рок-группы The Rolling Stones Брайане Джонсе, Моррисси получил главную мужскую роль психиатра Майка Гласса в фильме «Основной инстинкт 2». Он прилетел в Лос-Анджелес на шестидесятиминутную пробу с Шэрон Стоун, которая прошла успешно и была продлена ещё на час, после чего роль отошла Моррисси. Моррисси понравился как первый фильм, так и сценарий сиквела; готовясь к экранному образу психиатра, он читал профильную литературу и занимался в тренажёрном зале для обнажённой сцены фильма. Фильм провалился в прокате. В обзоре The Washington Post Моррисси был назван «растяпой» и явно блеклым на фоне Стоун, а позже в газете Los Angeles Times тот же критик назвал причиной тому тот факт, что Моррисси не был кинозвездой и искра между ним и Стоун была подпорчена. Нэйтан Рабин из The A.V. Club написал, что харизма Моррисси сравнима с бежевыми обоями, и что создатели фильма «могли бы в середине действа заменить его красивой вешалкой из красного дерева и никто бы не заметил разницы». Разгромные отзывы расстроили Моррисси, он принял во внимание высказанные критиками ошибки и некоторое время позднее отказывался от предложений.
Едва успев закончить сниматься в «Основном инстинкте 2», актёр приступил к съёмкам в триллере Стивена Хопкинса «Жатва». Моррисси сыграл учителя Дага Блэквелла; роль была предложена ему довольно поздно, на стадии подготовки к съёмкам, и он вылетел в Батон-Руж, штат Луизиана, в следующий понедельник после того, как закончились съёмки «Основного инстинкта 2». Он согласился на роль будучи поклонником Хилари Суонк и предыдущего фильма Хопкинса «Жизнь и смерть Питера Селлерса». Через неделю после начала съёмки прервались из-за урагана Катрина. Сам съёмочный процесс Моррисси посчитал довольно сложным, в частности, трёхнедельные съёмки ночной сцены, в которой его героя атакует саранча, хотя большая часть была добавлена после при помощи компьютерной графики. Фильм вышел в кинотеатры в 2007 году и собрал прохладные отзывы, однако, несмотря на уже вторую неудачу в Голливуде, Моррисси был благодарен за предоставленную ему возможность.
В марте 2006 года Дэвид присоединился к актёрскому составу фильма «Мой домашний динозавр» в Новой Зеландии. Находясь там, он получил предложение на роль в телесериале «Медоуленд» — истории о семье, которая по программе защиты свидетелей переезжает в странную деревню. Он подписал контракт на семь эпизодов в сентябре 2006 года и до конца года завершил участие в съёмках; на экраны Великобритании и США сериал вышел в 2007 году. В том же году Моррисси сыграл роль полковника Кристофера Брэндона в сериале «Разум и чувства». Когда он впервые получил сценарий, он не был уверен, нуждается ли британское телевидение в ещё одной адаптации романа Джейн Остин, но согласился на роль, увидев, что сценарист Эндрю Дэвис выделил больше экранного времени персонажам-мужчинам по сравнению с кинофильмом 1995 года. В 2008 году он также сыграл Томаса Говарда, герцога Норфолка в картине «Ещё одна из рода Болейн»; Моррисси сравнил своего персонажа с басистом группы Motörhead Лемми и, готовясь к роли, читал книги по истории и литературе XVI века.

### Возвращение в театр, «Доктор Кто» и детективные фильмы
В период с ноября 2008 по январь 2009 года Моррисси впервые за девять лет вернулся на сцену театра, сыграв в спектакле Нила Лабьюта In a Dark Dark House Терри — одного из братьев, с которыми жестоко обращались в детстве. Моррисси взял роль, так как ему понравился предыдущий спектакль Лабьюта под названием The Mercy Seat (2002). Занимаясь традиционной подготовкой к роли, он читал исследования людей, в детстве подвергшихся физическому насилию, о том, как он справлялись с пережитым надругательством над ними, и вложил эти эмоции в своего героя. Во время репетиций он консультировал и Лабьюта, но избегал спрашивать его о том, как именно нужно сыграть Терри. Daily Telegraph раскритиковал спектакль; журналист Чарли Спенсер писал, что в нём удалась только роль Моррисси. Бенедикт Найтингейл из The Times поначалу почитал, что игра Моррисси «была слегка скованной, как если бы он ждал его реплики, а не сразу реагировал на них», но по мере продолжения событий на сцене нашёл его более впечатляющим.
В декабре 2008 года Моррисси появился в рождественском выпуске сериала «Доктор Кто» вместе со своим коллегой по сериалу «Блэкпул» Дэвидом Теннантом, игравшим десятого Доктора. Моррисси исполнил роль Джейсона Лейка — спутника Доктора, который считал себя Доктором после того, как его разумом управляли киберлюди. Моррисси приглашали в сериал ещё раньше, но ввиду разных обстоятельств он был вынужден отказаться. Он снова основательно подошёл к роли, вобрав в себя черты предыдущих Докторов в исполнении Уильяма Хартнелла, Патрика Траутона и Тома Бэйкера. Точные детали персонажа Моррисси тщательно скрывались вплоть до выхода эпизода в эфир. Эпизод получил название «Следующий Доктор», а персонаж Моррисси был обозначен просто как «другой Доктор». Это породило слухи, что после того, как Теннант покинет шоу (который на тот момент уже объявил об этом), Моррисси может занять его место. Сам актёр остался доволен тем, что эпизод стал своего рода «приманкой», ведь в тот момент Мэтт Смит уже получил роль одиннадцатого Доктора. В интервью Digital Spy в сентябре 2009 года Моррисси признался, что был бы рад снова вернуться в сериал, если такое предложение поступит.
В марте 2009 года Дэвид Моррисси появился в роли коррумпированного полицейского Морриса Джобсона в сериале «Красный райдинг», адаптации одноимённого романа Дэвида Писа. Он был знаком с режиссёром, оценил сценарий и либо уже работал с остальными занятыми в картине актёрами, либо до этого изъявлял желание работать. Ему понравились недостатки Джобсона, отличающие его от типичного отстаивающего справедливость полицейского, каких обычно изображают по телевидению: «Я думаю, что ему хочется быть хорошим полицейским, хорошо делать свою работу, но он по глупости ввязался в ряд коррумпированных дел и понимает, что быть „слегка“ коррумпированным это то же самое, что быть „слегка“ беременным. Это либо есть, либо нет». За эту роль он получил номинацию в категории «Лучший актёр» от Гильдии прессы Великобритании. В конце 2009 года Моррисси сыграл Бобби Дайкинса в биографическом фильме о Джонне Ленноне «Стать Джоном Ленноном» (в оригинале — «Мальчик из ниоткуда»). Моррисси, будучи, по собственному признанию, «помешанным на The Beatles», не мог отказаться от съёмок в фильме о детстве Леннона.
2010 год стал плодотворным для актёра. Он снялся в роли следователя Тейниса Свэйнпола в фильме «Миссис Мандела», за которую получил положительную оценку от The Guardian и The Independent. Спустя несколько месяцев он появился на экранах в роли офицера Британской транспортной полиции Мэла Крейга во втором сезоне сериала «Пять дней»; римского воина Бота в фильме Нила Маршала «Центурион»; доктора Яна Фальковски в сериале «Тебе конец»; полковника Джона Арбэтнота в экранизации романа «Убийство в „Восточном экспрессе“» в сериале «Пуаро Агаты Кристи».

### «Торн», возвращение к шекспировским ролям и будущие проекты

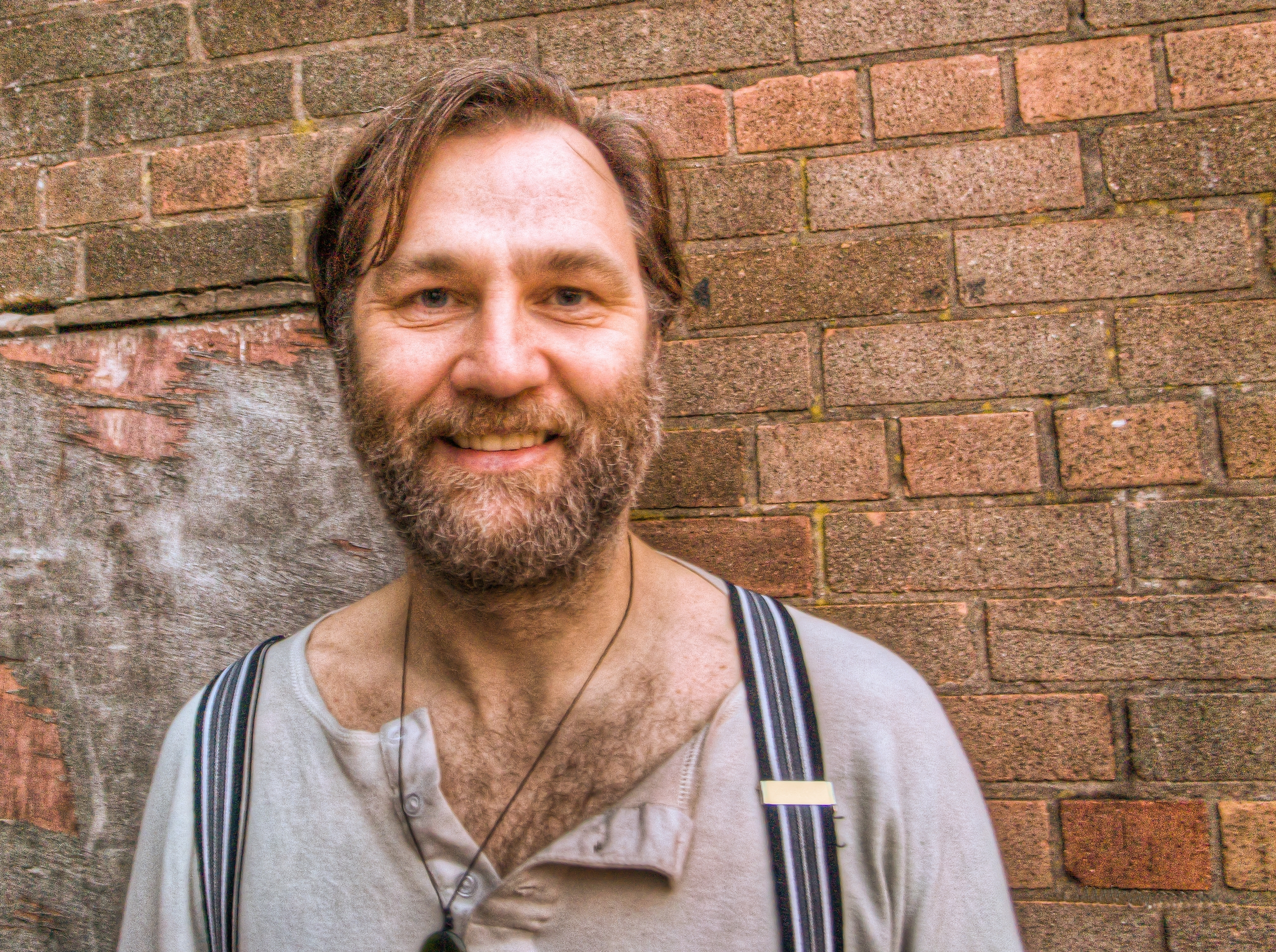
Моррисси в роли Макбета. Театр Эверимен, Ливерпуль, июнь 2011 года

В 2010 году Моррисси вернулся на телевидение в роли детектива Тома Торна в шестисерийном сериале «Торн» для телеканала Sky1, который стал адаптацией романов Sleepyhead и Scaredy Cat Марка Биллингема. После прочтения книги Lifeless во время работы над «Моим домашним динозавром» в Новой Зеландии он прошерстил Интернет в поисках дополнительной информации и нашёл интервью, в котором Биллингем выразил желание увидеть Моррисси в роли Торна, если будет сниматься экранизация. По возвращении в Англию Моррисси договорился о встрече с Биллингемом и вместе с ним приступил к работе над сценарием сериала. Моррисси наблюдал за работой инспекторов убойного отдела лондонской полиции, чтобы больше узнать о своем персонаже. Он выяснил, что полицейские чувствуют себя недооценёнными в своей работе, и добавил этот момент в сериал . Премьера сериала состоялась 10 октября 2010 года, а Моррисси получил одобрительные отзывы. Андреа Муллани из The Scotsman писала: «Игра Моррисси никогда не разочаровывает, и он привносит задумчивость в роль Торна», а Адам Свитинг из The Arts Desk посчитал, что он достоверно передал образ флегматичного и сдержанного детектива.
В 2011 году Моррисси сыграл Роберта Карне в мини-сериале «Южный райдинг» и Гарольда Данлопа в боевике «Без компромиссов». В мае 2011 года он вернулся в театр Эверимен, где сыграл главную роль в постановке «Макбета». В спектакле он снова работал с Джулией Форд (леди Макбет), с которой познакомился в шекспировском проекте и ранее работал на съёмках «Красного райдинга». Моррисси рассказывал о роли криминалистов, проводя параллели с реальными серийными убийцами и сосредотачиваясь на Макбете как герое войны и на его бездетных отношениях с леди Макбет. Игра Моррисси получила высокую оценку; Лаура Дэвис из Liverpool Daily Post подчеркнула удачно сыгранный переход от «государственного деятеля с настоящей строевой выправкой к ревностному убийце»; Клэр Бреннан из The Observer также похвалила Макбета в исполнении Моррисси, но отметила его перегибы в некоторых моментах. Моррисси получил роль графа Нортумберленда в ещё одной адаптации Шекспира — экранизации пьесы «Ричард II», готовящейся к трансляции на BBC в 2012 году.
В конце 2011 года Моррисси вместе с Самантой Бонд снялся в роли вымышленного командующего Джерри Кэмбелла в телефильме London’s Burning, рассказывающем о беспорядках в Англии в 2011 году.
В феврале 2012 года актёр присоединился к актёрскому составу в телесериале «Ходячие мертвецы», экранизации одноимённого комикса о последствиях зомби-апокалипсиса. Моррисси получил постоянную роль Губернатора — главного отрицательного персонажа третьего и четвертого сезонов, садиста и диктатора одной из групп выживших людей.

## Режиссёрская карьера
Люди любят думать, что это демократичный процесс, но это не так — это диктатура. Как актёру мне нравится работать с сильными режиссёрами, и как актёр ты «ненормальный», если берёшь командование на себя. Режиссура даёт реальное понимание сложности работы других людей.

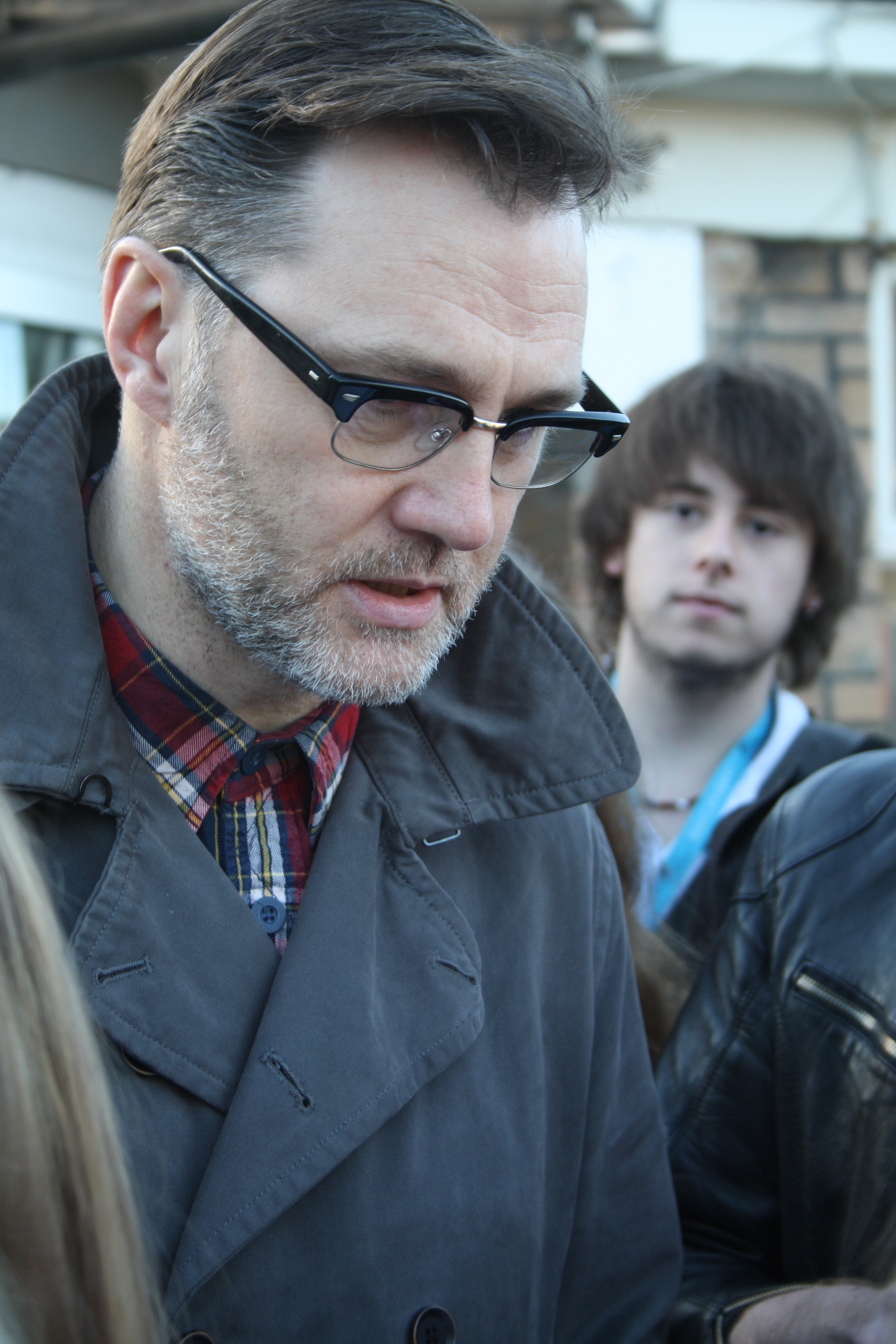
Моррисси во время посещения колледжа Birkenhead Sixth Form College в Биркенхеде

В начале 1980-х Дэвид Моррисси начинал обучаться актёрскому мастерству в театре Рэтборн в рамках программы Youth Opportunities Programme для выпускников школ. Там он снимал короткометражные немые фильмы на камеру Super 8 и в первый раз увидел иностранные картины. Хотя посещение семинаров стоило 23,5 фунта стерлингов в неделю и их посещали молодые люди без постоянного заработка, в 2009 году Моррисси задумался о том, что большая часть обучающихся просто выполняли работу помощников. После того, как его актёрская карьера пошла в гору, он начал заниматься режиссурой, так как, будучи актёром, он участвовал не во всех стадиях производства фильма, а присоединялся к нему на стадии съёмок и покидал до завершения постпродакшна. Ему не нравилось, что он не может увидеть весь процесс создания фильма; по его словам, он старается разделять карьеру актёра и режиссёра и не будет играть в собственных фильмах.
В 1996 году Моррисси написал сценарий и спродюсировал фильм Something for the Weekend. Изначально он назывался The Barber Shop, но был переименован, чтобы избежать путаницы с другим фильмом. Его режиссёрским дебютом стал короткометражный фильм A Secret Audience, рассказывающий о встрече Наполеона Бонапарта с папой римским Пием VII. Второй короткометражный фильм под названием Bring Me Your Love, основанный на рассказе Чарльза Буковки и с Яном Хартом в главной роли, рассказывает о журналисте, который приносит своей жене цветы в психиатрическую больницу; он был показан перед фильмом «Голоса». Критик The Independent назвал Bring Me Your Love «перспективным» для Моррисси, а рецензент The Observer посчитал, что фильм хоть и стоит посмотреть, сам он не столь впечатляющий как A Secret Audience. Bring Me Your Love был спродюсирован студией Tubedale Films, основанной Моррисси вместе с его братом Полом и женой Эстер . В 2001 году актёр срежиссировал двухсерийный телефильм «Сладкая месть» с Полом Макганном в главной роли, за который получил номинацию на телевизионную премию BAFTA как «Лучший новый режиссёр (фантастика)». В 2004 году Моррисси снова поработал с Тони Маршантом, сняв двухсерийный фильм «Прохожий» о человеке, ставшем свидетелем нападения на женщину и ничего не предпринявшем, чтобы остановить нападавшего. Студия пригласила Моррисси в проект после прочтения первого варианта сценария Маршанта; было написано ещё пять черновиков прежде, чем приступили к съёмкам, которые заняли 30 дней. Моррисси наблюдал за режиссёрами фильмов и сериалов, в которых он снимался, чтобы развить собственные режиссёрские навыки; он согласился на небольшую роль в «В дурмане» специально, чтобы понаблюдать за работой режиссёра Стивена Уолли.
В 2007 году Моррисси снял первый полнометражный фильм под названием «Не беспокойся обо мне» — историю о лондонском мальчике, влюбившемся в девочку из Ливерпуля. Бюджет картины составил 100 тыс. фунтов стерлингов, а съёмки проходили в Ливерпуле в сентябре и октябре 2007 года. Фильм был показан на Лондонском кинофестивале в 2009 году; Джозеф Гальяно из The Times писал о «Не беспокойся обо мне» как об «очень недооценённом фильме». Фильм был показан на BBC Two 7 марта 2010 года и на следующий день выпущен на DVD.
В 2009 году Моррисси и Марк Биллингем начали работу над экранизацией романа Биллингема «Соня» в рамках телесериала «Торн» о детективе Марке Торне. Проект стал частью киностудии Stagereel, основанной братом Дэвида Моррисси, Полом. Студия приобрела права на экранизацию романов о Томе Торне, а Моррисси уже занялся сценарием для телеканала Sky1, когда те выразили желание транслировать сериал. В 2010 году Моррисси и Tubedale Films сняли два художественных фильма на деньги британской кинокомпании UK Film Council, специализирующейся на малобюджетном кино. В 2011 году компания была закрыта коалиционным правительством Великобритании, а Моррисси критически отозвался об их решении, считая, что это скажется на начинающих кинематографистах. В 2011 году функции UK Film Council по финансированию перешли к Британскому институту кино.

## Семья и частная жизнь
Дэвид Моррисси женат на писательнице Эстер Фрейд, с которой до этого встречался 13 лет. Они познакомились на приёме, организованном актёром Дэнни Уэббом, вместе с которым Моррисси работал в фильме «Робин Гуд». Церемония бракосочетания прошла 12 августа 2006 года на пирсе Саутволд в Саффолке. У пары трое детей — Альби, Анна и Джин. Его свояченицы — дизайнер Белла Фрейд и писательница Сьюзи Бойт, а тесть — ныне покойный художник Люсьен Фрейд.
В 2009 году Моррисси вместе с группой кинематографистов и ближневосточным агентством ООН для помощи палестинским беженцам провели серию актёрских семинаров для детей беженцев в Бейруте, Ливан. Вернувшись в Англию, актёр организовал благотворительную организацию Creative Arts School Trust (CAST), занимающуюся подготовкой преподавателей для продолжения проведения семинаров в Ливане и других странах . С 2010 года Моррисси является инвестором театра Юнити в Ливерпуле, а также The SMA Trust — британской благотворительной организации, занимающейся поддержкой медицинских исследований по лечению детской спинальной мышечной атрофии.

## Фильмография

### Телевидение
| Год       |     | Русское название                   | Оригинальное название                      | Роль                    |
| --------- | --- | ---------------------------------- | ------------------------------------------ | ----------------------- |
| 1983      | тф  | Одно лето                          | One Summer                                 | Билли Ритцли            |
| 1987      | тф  |                                    | Cause Célèbre                              | Джордж Боуман           |
| 1990      | тф  |                                    | Screenplay: Available Light                | Маркус                  |
| 1990      | тф  |                                    | The Widowmaker                             | Роб                     |
| 1990      | тф  | Рассказчик: Мифы Древней Греции    | The Storyteller: Greek Myths               | Тесей                   |
| 1991      | тф  |                                    | Screenplay: Clubland                       | Джадд                   |
| 1992      | тф  | Чёрное и голубое                   | Black and Blue                             | Норман Миллс            |
| 1992      | с   | Капкан                             | Framed                                     | сержант Лоуренс Джексон |
| 1993      | с   | Между линий                        | Between the Lines                          | инспектор Дилк          |
| 1993      | с   | Стук                               | The Knock                                  | Джерри Бёрч             |
| 1994      | с   | Финни                              | Finney                                     | Финни                   |
| 1995      | тф  | Адвокат дьявола                    | Devil's Advocate                           | Мэттью Солт             |
| 1996      | с   | В огне                             | Into the Fire                              | Майкл Райд              |
| 1996      | тф  | Единственный уцелевший             | The One That Got Away                      | Энди Макнаб             |
| 1996      | с   |                                    | Shakespeare Shorts: Julius Caesar          | Марк Юний Брут          |
| 1996      | с   | Гром среди ясного неба             | Out of the Blue                            | Джим «Лью» Льюин        |
| 1997      | с   |                                    | Holding On                                 | Шон Саутернс            |
| 1998      | с   | Наши общие друзья                  | Our Mutual Friend                          | Брэдли Хэдстоун         |
| 1998      | тф  |                                    | Screen One: Big Cat                        | Лео                     |
| 1999      | тф  | Фанни и Элвис                      | Fanny and Elvis                            | Роб Диксон              |
| 1999      | с   |                                    | Pure Wickedness                            | Фрэнк Хэли              |
| 2001      | с   | Линда Грин                         | Linda Green                                | Пит Джонс               |
| 2002      | с   |                                    | Clocking Off                               | Фэнни Ротуэлл           |
| 2002      | с   | Убийство                           | Murder                                     | Дэйв Дьюстон            |
| 2002      | тф  | Без контроля                       | Out of Control                             | Майк                    |
| 2003      | тф  |                                    | This Little Life                           | Ричи Макгрегор          |
| 2003      | с   | Большая игра                       | State of Play                              | Стивен Коллинз          |
| 2003      | тф  | Сделка                             | The Deal                                   | Гордон Браун            |
| 2004      | с   | Кто ты такой?                      | Who Do You Think You Are?                  | рассказчик              |
| 2004      | с   | Блэкпул                            | Blackpool                                  | Рипли Холден            |
| 2004      | с   | Час Икс                            | Zero Hour                                  | рассказчик              |
| 2004      | док |                                    | Britain's Boy Soldiers                     | рассказчик              |
| 2004      | док |                                    | The Boy That Michael Jackson Paid Off      | рассказчик              |
| 2005—2007 | с   | Без гроша в кармане                | Skint                                      | рассказчик              |
| 2006      | тф  | Виват, Блэкпул!                    | Viva Blackpool                             | Рипли Холден            |
| 2007      | с   | Медоуленд                          | Cape Wrath                                 | Дэнни Броган            |
| 2007      | док | Позволить себе вольности           | Taking Liberties                           | рассказчик              |
| 2008      | с   | Разум и чувства                    | Sense and Sensibility                      | полковник Брэндон       |
| 2008      | с   | Доктор Кто                         | Doctor Who                                 | Джейсон Лейк            |
| 2008—2010 | с   |                                    | Seaside Rescue                             | рассказчик              |
| 2009      | тф  | Красный райдинг                    | Red Riding                                 | Мариус Джобсон          |
| 2009      | с   |                                    | Coastline Cops                             | рассказчик              |
| 2009      | тф  | Тебе конец                         | U Be Dead                                  | доктор Ян Фальковски    |
| 2009      | док |                                    | Catching Britain's Biggest Thieves         | рассказчик              |
| 2009      | с   |                                    | Born to Be Different                       | ведущий                 |
| 2010      | тф  | Миссис Мандела                     | Mrs Mandela                                | майор Тейнис Свэйнпол   |
| 2010      | с   | Пять дней                          | Five Days                                  | инспектор Мэл Крейг     |
| 2010      | с   | Пуаро Агаты Кристи                 | Agatha Christie's Poirot                   | полковник Джон Арбэтнот |
| 2010      | док |                                    | Hannah: The Girl Who Said No to a New Hear | рассказчик              |
| 2010      | с   | Торн                               | Thorne                                     | инспектор Том Торн      |
| 2010      | док |                                    | Icarus at the Edge of Time                 | ведущий                 |
| 2011      | с   | Южный райдинг                      | South Riding                               | Роберт Карни            |
| 2011      | с   | Поле крови                         | The Field of Blood                         | Маррей Дельвин          |
| 2011      | док |                                    | Agony & Ecstasy                            | рассказчик              |
| 2011      | тф  |                                    | London's Burning                           | Джерри Кэмпбелл         |
| 2011      | док | Вокруг света за 60 минут           | Around the World in 60 Minutes             | рассказчик              |
| 2011      | док |                                    | Lord Sugar Tackles Football                | рассказчик              |
| 2011      | док |                                    | The Corrie Years                           | рассказчик              |
| 2012      | ф   | Ричард II                          | Richard II                                 | граф Нортумберленд      |
| 2012      | с   | Реальная любовь                    | True Love                                  | Адриан                  |
| 2012—2015 | с   | Ходячие мертвецы (сезоны: 3, 4, 5) | The Walking Dead                           | «Губернатор»            |
| 2014      | с   | Пропавший без вести                | The Missing -2                             | капитан Сэм Уэбстер     |
| 2015      | с   | За пределами                       | Extant                                     | Тобиас Шеперд           |
| 2017      | с   | Британия                           | Britannia                                  | Авл Плавтий             |
| 2018      | с   | Город и город                      | The City and the City                      | Тьядор Борлу            |
| 2019      | с   | Благие знамения                    | Good Omens                                 | капитан Винсент         |

### Кино
| Год  |   | Русское название             | Оригинальное название               | Роль                         |
| ---- | - | ---------------------------- | ----------------------------------- | ---------------------------- |
| 1988 | ф | Отсчёт утопленников          | Drowning by Numbers                 | Беллами                      |
| 1988 | ф |                              | Out of Town                         | Путешественник               |
| 1991 | ф | Робин Гуд                    | Robin Hood                          | Маленький Джон               |
| 1992 | ф | Водная страна                | Waterland                           | Дик Крик                     |
| 1993 | ф |                              | Under                               | член актёрского состава      |
| 1992 | ф | Быть человеком               | Being Human                         | кипрский мужчина             |
| 1998 | ф | Комиссар                     | The Commissioner                    | Маррей Лоракс                |
| 1998 | ф | Хилари и Джеки               | Hilary and Jackie                   | Кристофер Финци              |
| 2000 | ф | Клуб самоубийц               | The Suicide Club                    | Генри Джойс                  |
| 2000 | ф | Голоса                       | Some Voices                         | Пит                          |
| 2000 | ф | Рождённый романтиком         | Born Romantic                       | Фергус Грир                  |
| 2001 | ф | Выбор капитана Корелли       | Captain Corelli's Mandolin          | капитан Гюнтер Вебер         |
| 2002 | ф |                              | Spyhole                             | Билл Миллер                  |
| 2003 | ф |                              | Butterfly World                     | отец                         |
| 2003 | ф | Девушка с жемчужной серёжкой | Girl with a Pearl Earring           | Ван Левенгук                 |
| 2005 | ф | В дурмане                    | Stoned                              | Том Кейлок                   |
| 2005 | ф | Цена измены                  | Derailed                            | Сэм Гриффин                  |
| 2006 | ф | Основной инстинкт 2          | Basic Instinct 2                    | доктор Майкл Гласс           |
| 2007 | ф | Жатва                        | The Reaping                         | Даг Блэквелл                 |
| 2007 | ф | Мой домашний динозавр        | The Water Horse: Legend of the Deep | капитан Гамильтон            |
| 2008 | ф | Ещё одна из рода Болейн      | The Other Boleyn Girl               | Томас Говард, герцог Норфолк |
| 2008 | ф | Есть здесь кто-нибудь?       | Is Anybody There?                   | отец                         |
| 2009 | ф | Не беспокойся обо мне        | Don't Worry About Me                | комментатор                  |
| 2009 | ф | Стать Джоном Ленноном        | Nowhere Boy                         | Бобби Дайкинс                |
| 2010 | ф | Центурион                    | Centurion                           | Бот                          |
| 2010 | ф |                              | Cooked                              | Дэн (Лобстер)                |
| 2011 | ф |                              | Gee Gee                             | Майкл                        |
| 2011 | ф | Без компромиссов             | Blitz                               | Гарольд Данлоп               |
| 2011 | ф | Главное — не бояться         | Earthbound                          | Билл                         |
| 2012 | ф | Возвращение капитана Немо    | The Return of Captain Nemo          | [ 105 ]                      |
| 2013 | ф | Добро пожаловать в капкан    | Welcome to the Punch                | Гейджер                      |
| 2022 | ф | Дампир                       | Dampyr                              | Горка / Повелитель Ночи      |

### Театр
| Год       | Русское название          | Оригинальное название      | Роль                  | Театр                               |
| --------- | ------------------------- | -------------------------- | --------------------- | ----------------------------------- |
| 1986      |                           | WCPC                       | Саймон                | Ливерпуль Плэйхаус                  |
| 1986      |                           | Jug                        | Мэтт Брэдбери         | Королевский театр, Стэтфорд-Ист     |
| 1986      | Сид                       | Le Cid                     |                       | национальный тур/Cheek by Jowl      |
| 1987      | Двенадцатая ночь          | Twelfth Night              | Себастьян             | Cheek by Jowl                       |
| 1987      | Гетто                     | Ghetto                     | Джорджио              | Хаммерсмит Риверсайд                |
| 1987—1988 | Кабинетный министр        | The Cabinet Minister       | Валентайн Уайт        | Роял Эксчендж, Манчестер            |
| 1988      | Король Иоанн              | King John                  | Бастард               | разные театры/RSC                   |
| 1988      | Генрих VI, часть 1, 2 и 3 | Henry VI, Parts 1, 2 and 3 | Вернон                | Королевский шекспировский театр/RSC |
| 1988      | Эдвард IV                 | Edward IV                  | герцог Клэренс        | Королевский шекспировский театр/RSC |
| 1988      | Ричард III                | Richard III                | герцог Клэренс        | Королевский шекспировский театр/RSC |
| 1988      | Плантагенеты              | The Plantagenets           | Вернон/герцог Клэренс | Королевский шекспировский театр/RSC |
| 1989      | Ричард III                | Richard III                | герцог Клэренс        | Барбикан-центр/RSC                  |
| 1989      | Король Иоанн              | King John                  | Бастард               | Пит/RSC                             |
| 1990      | Пер Гюнт                  | Peer Gynt                  | Пер Гюнт              | Оливьер                             |
| 1990      | Школа злословия           | The School for Scandal     |                       | Оливьер                             |
| 1993      | Много шума из ничего      | Much Ado About Nothing     | Клавдио               | Королевский театр                   |
| 1999—2000 | Три дня дождя             | Three Days of Rain         | Пип/Тео               | Донмар                              |
| 2008—2009 |                           | In a Dark Dark House       | Терри                 | Альмейда                            |
| 2011      | Макбет                    | Macbeth                    | Макбет                | Эверимен                            |
| 2015      | Палачи                    | Hangmen                    | Гарри                 | Ройал Корт                          |
| 2018      | Юлий Цезарь               | Julius Cesare              | Марк Антоний          | Мост                                |

### Радио
| Год  | Русское название       | Оригинальное название                          | Роль          | Радиостанция |
| ---- | ---------------------- | ---------------------------------------------- | ------------- | ------------ |
| 2000 | Как вам это понравится | As You Like It                                 | Орландо       | BBC Radio 3  |
| 2001 |                        | The Trials and Tribulations of Armitage Shanks | Армитаж Шэнкс | BBC Radio 4  |
| 2002 |                        | Small Earthquake                               | Майк          | BBC Radio 4  |
| 2004 |                        | Wild Things!                                   | Роберт        | BBC Radio 4  |
| 2004 |                        | Shut Eye                                       | Билли Ракер   | BBC Radio 4  |
| 2005 |                        | Hold Back the Night                            | Билли Ракер   | BBC Radio 4  |
| 2009 | Бекет                  | Becket                                         | Бекет         | BBC Radio 3  |

### Другие работы
| Год  |     | Русское название      | Оригинальное название     | Роль                    |
| ---- | --- | --------------------- | ------------------------- | ----------------------- |
| 1996 | ф   |                       | Something for the Weekend | сценарист и продюсер    |
| 1998 | ф   |                       | A Secret Audience         | режиссёр                |
| 2000 | ф   |                       | Bring Me Your Love        | режиссёр и сценарист    |
| 2001 | ф   | Сладкая месть         | Sweet Revenge             | режиссёр                |
| 2004 | ф   | Прохожий              | Passer By                 | режиссёр                |
| 2009 | ф   | Не беспокойся обо мне | Don't Worry About Me      | режиссёр и сценарист    |
| 2010 | док | CAST в Бейруте        | CAST in Beirut            | режиссёр                |
| 2010 | ф   | Торн: Соня            | Thorne: Sleepyhead        | исполнительный продюсер |
| 2010 | ф   | Торн: Пуганая ворона  | Thorne: Scaredy Cat       | исполнительный продюсер |

## Награды и номинации
| Год  | Награда                              | Номинация                          | Работа             | Результат |
| ---- | ------------------------------------ | ---------------------------------- | ------------------ | --------- |
| 1997 | Королевское телевизионное сообщество | Лучший актёр                       | Holding On         | Номинация |
| 2001 | Британская телевизионная академия    | Лучший новый режиссёр (фантастика) | «Сладкая месть»    | Номинация |
| 2003 | Королевское телевизионное сообщество | Лучший актёр                       | «Сделка»           | Победа    |
| 2003 | Британская телевизионная академия    | Лучший актёр                       | «Большая игра»     | Номинация |
| 2010 | Гильдия прессы Великобритании        | Лучший актёр                       | «Красный райдинг»  | Номинация |
| 2011 | Liverpool Daily Post Arts Awards     | Лучший актёр                       | «Макбет»           | Победа    |
| 2013 | Премия «Сатурн»                      | Лучший телеактёр второго плана     | «Ходячие мертвецы» | Номинация |
| 2014 | Премия «Сатурн»                      | Лучшая гостевая роль в телесериале | «Ходячие мертвецы» | Номинация |